# Paul Facchetti

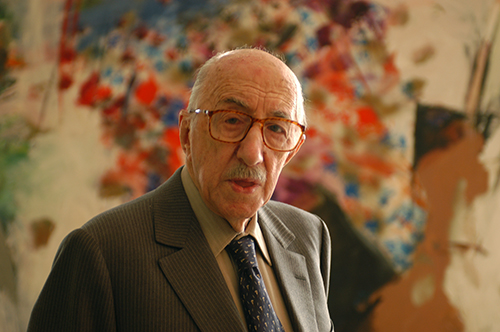
Paul Facchetti in seiner Pariser Wohnung

Paul Facchetti (* 1. September 1912 in Coccaglio in der Nähe von Brescia; † 27. November 2010 in Joigny) war ein italienisch-französischer Fotograf und Kunsthändler in Paris.

## Biografie
Paul Facchetti war zum einen ein bekannter französischer Fotograf, zum anderen ein Kunsthändler in Paris, der seit 1951 zahlreichen jungen Künstlern eine Plattform für ihre Kunstwerke geboten hat. Als Fotograf erarbeitete er sich einen hohen Bekanntheitsgrad im Zusammenhang mit der von ihm bevorzugten subjektiven Fotografie sowie Porträts von Schriftstellern und Künstlern, denen er begegnete, wie etwa Henri Michaux, Truman Capote, Salvador Dalí, Jean Fautrier, Jean Dubuffet oder Jean Paulhan. Im Oktober 1951 verwandelte er sein Fotostudio in eine Galerie für zeitgenössische Kunst und nannte sie Studio Paul Facchetti. Bereits seine ersten Ausstellungen 1951 und 1952 sorgten international für Aufsehen. Er zeigte als erste Galerie in Europa Werke von Jackson Pollock und wurde dafür bekannt, viele Maler der lyrischen Abstraktion, der informellen Kunst, des Tachismus und des Abstrakten Expressionismus entdeckt und gefördert zu haben. Einer seiner wichtigsten Berater mit Beginn der Galerie war Michel Tapié. Weitere Berater waren in den 50er bis 70er Jahren Alfonso Ossorio, Rudi Baerwind, Carola Giedion-Welcker, Georges Mathieu, Jacques Lassaigne und Alain Jouffroy.
Einer seiner Söhne ist der französische Maler Jean-Paul Agosti. Teile des Archivs von Facchetti befinden sich im Archive – Bibliothèque Kandinsky – Centre Pompidou, weitere Dokumente bei seinem Sohn Jean-Paul.

## Studio Paul Facchetti und Galerie
Die erste Ausstellung im Studio Paul Facchetti in Paris fand im Jahr 1951 statt. Eine seiner damaligen Entdeckungen war Alfonso Ossorio (Alfonso Angel Yangco Ossorio 1916–1990), ein Maler des Abstrakten Expressionismus, in Manila geboren und mit 14 Jahren in die USA umgesiedelt. Noch im gleichen Jahr fand im November bei Facchetti die vom Kunstkritiker Michel Tapié organisierte Ausstellung mit dem Titel „Signifiants de l'informel“ statt, mit der der Name „art informel“ (Informel) definiert und publiziert war. Dank der Vermittlung von Ossorio, einem engen Freund von Pollock und Michel Tapié, gelang es Facchetti am 7. März 1952, die erste Ausstellung mit Pollocks Werken aus den Jahren 1948 bis 1951 in seinem Studio zu realisieren. Es folgte die berühmte Ausstellung von Michel Tapié, Un art autre, im Spätjahr 1952. In den nächsten Jahren zeigte Facchetti neben anderen Werke von Zoltan Kémeny, Jean Dubuffet, Henri Michaux, Wols, Georges Mathieu, Karel Appel, Georges Noël, François Stahly, Bernard Schultze, Friedrich Hundertwasser, René Laubiès und Ger Lataster. Im Jahr 1954 gab Facchetti die Zeitschrift "phases" heraus und präsentierte sie im gleichen Jahr zusammen mit einer Ausstellung, in der auch Zeichnungen von Karl Otto Götz und Otto Greis zu sehen waren. Unter dem Titel "Cinq Abstraits Rhenans" stellte er 1956 fünf junge, informell arbeitende deutsche Künstler aus (Peter Brüning, Albert Fürst, Winfred Gaul, Gerhard Hoehme, Friederich Werthmann), in Zusammenarbeit mit dem deutschen Kritiker und Galeristen Pierre Wilhelm, dem französischen Kritiker Pierre Restany sowie dem französischen Kritiker und Organisator von Ausstellungen Réne Déroudille. Im Jahr 1956 begann Facchetti mit der thematischen Ausstellungsreihe »Interferenzen«, in der auch Werke von Peter Brüning gezeigt wurden. Ende der 50er Jahre änderte Facchetti den Namen Galerie Studio Paul Facchetti in Verbindung mit der Ausstellung 10 ans d'activité: Galerie Paul Facchetti den Namen in Galerie Paul Facchetti. Seine Aktivitäten wurden nun in Europa verstärkt wahrgenommen. Es folgten Einzel- und Gruppenausstellungen mit den Malern und Bildhauern, die den Aufbruch des Informel, Tachismus, der Lyrischen Abstraktion und des Abstrakten Expressionismus dieser Zeit markieren: Karel Appel, Georges Mathieu, Jaroslav Serpan, Theodore Appleby, François Arnal, Jean Dubuffet, Sam Francis, Paul Jenkins, Zoltán Kemény, Alexandre Istrati, Natalia Dumitresco, Jeanne Laganne, Ger Lataster, Jean Messagier, Jean-Paul Riopelle und Pierre Wemaëre.
Über den Mannheimer Maler Rudi Baerwind kam es im Jahr 1962 in Paris im Restaurant La Coupole zu der ersten Begegnung Facchettis mit der jungen Mannheimer Galeristin Margarete Lauter. Seit dieser Zeit waren die beiden Kunsthändler freundschaftlich verbunden und Facchetti unterstützte Lauter bei der Eröffnung ihrer Galerie 1963 sowie bei zahlreichen Ausstellungen der 60er-90er Jahre. Gezeigt wurden Werke der Galerie Facchetti von Ung-No Lee, Georges Noël, Rudi Baerwind, Ger Lataster, Zoltan Kemeny. Zu Beginn der 70er Jahre eröffnete Facchetti seine zweite Galerie in Zürich, die er nach einigen Jahren mit wenig Erfolg wieder geschlossen hat. In dieser Zeit kamen neue junge Künstler zum Galerieprogramm, wie etwa Alekos Fassianos, Joseph Sima, René Acht, Shirley Goldfarb, Ronaldo de Juan, Egon Karl Nicolaus oder Walter Schmögner. Mit der Ausstellung von Schmögner beendete Facchetti seine offizielle Galerietätigkeit in Zürich (1980) und im gleichen Jahr in Paris und arbeitete als Kunsthändler bis in seine letzten Lebensjahre.

## Ausstellungen als Fotograf
- Galerie La Hune, Gemeinschaftsausstellung mit den Fotografen Boubat, Brassaï, Doineau und Izis, kuratiert von Robert Delpire, Herausgeber der Zeitschrift Neuf, Paris 1951.
- Paul Facchetti, Nus exotiques, société parisienne d'édition artistiques, Paris 1952.
- André Fraigneau, Photographies de Paul Facchetti, Venise, Couleurs du monde, Ed. Del Duca, Venedig 1953.
- Collectif, Maison européenne de la photographie, Paris 1956.
- Ellen Handy, Paul Facchetti. Portraits d'artistes: photographs of artists working in Paris in the 1950's. Exhibition held at Bruno Facchetti Gallery, New York, N.Y., Nov. 2-25, 1989. ISBN 978-1-878344-02-1.
- Bernard Lamarche-Vadel, Traits singuliers. Portraits de Paul Facchetti, A une soie, Paris 1993. ISBN 978-2-9507370-1-4.
- Frédérique Villemur, La Méridienne de Paris: une nouvelle traversée de la capitale (mit Fotografien von Paul Facchetti), Musées Actes Sud, Paris 2000.
- Frédérique Villemur, Paul Facchetti, photographe, Actes Sud, Paris 2007.
- Les Rencontres d'Arles, Arles 2008.

## Ausstellungen der Galerie
- Alfonso Ossorio, Michel Tapié, Jackson Pollock, Studio Paul Facchetti, Paris, 1952 OCLC: 30601793.
- Michel Tapié, Un art autre, Studio Paul Facchetti, Paris 1952.
- Paul Facchetti, Stahly, textes de Jean Arp, Henri-Pierre Roché et François Stahly (carnets de notes), collection Arts naissants, 1953.
- Carola Giedion Welcker, Zoltan Kemeny: sculptures, Studio Paul Facchetti, Paris 1955.
- Will Grohmann: Bernard Schultze, Studio Paul Facchetti, Paris 1956.
- CINQ ABSTRAITS RHENANS: Bruening/Fuerst/Gaul/Hoehme/Werthmann, mit Unterstützung von Jean-Pierre Wilhelm, Pierre Restany, René Déroudille, Studio Paul Facchetti, Paris und Lyon (Kooperation mit Galerie Grange), 1956
- Christian Dotremont, Pierre Wemaëre, peintures, Studio Paul Facchetti, Paris 1957.
- Zoltan Kemeny, Galerie Paul Facchetti, 20 novembre 1959, Paris 1959.
- René Acht, Galerie Paul Facchetti, Paris 1959.
- Jean Fautrier, Georges Mathieu, 10 ans d'activité: Galerie Paul Facchetti, œuvres de Fautrier, Michaux, Dubuffet, Riopelle, Mathieu ..., Galerie Paul Facchetti, Paris 1959.
- Giuseppe Marchiori, Œuvres récentes de Zoltan Kemeny, Galerie Paul Facchetti, Paris 1961.
- Georges Noël: Galerie Paul Facchetti, Paris 1961.
- Jacques Lassaigne, Ung-No Lee, Galerie Paul Facchetti, Paris 1962.
- René Laubiès, Galerie Paul Facchetti, Paris 1964.
- Ger Lataster, Galerie Paul Facchetti, Paris 1971.
- Claude Lalanne; François Xavier Lalanne; Manuel Gasser, Les Lalanne: sculptures, objets nobles, bijoux, Galerie Paul Facchetti, 14. Dezember 1971 – 31. Januar 1972.
- Rolf-Gunter Dienst – Bilder: Galerie Paul Facchetti, Zürich, 4. Juli – 16. September 1972.
- Jeanne et Paul Facchetti, Lataster, Galerie Paul Facchetti, Paris, 7. Dezember 1973 – 30. Januar 1974.
- Jeanne et Paul Facchetti, Hundertwasser, Galerie Paul Facchetti, Paris 1975.
- Pierre Restany, Erich Brauer: huiles, gouaches, aquarelles, Galerie Paul Facchetti, 6 rue des Saints Pères, Paris, Mai – Juni 1976.
- Alain Jouffroy, La Regard mental. Recalcati. Takis. Pommereulle. Hains. Kowalski. Télémaque. Quentin. Dufrêne. Erro. Galerie Paul Facchetti, Paris, 1976.